# Corinne Wood
Pour les articles homonymes, voir Wood.
Corinne Wood, née le 28 mai 1954 à Barrington (Illinois) et morte le 18 mai 2021, est une femme politique américaine, qui fut notamment le 44e lieutenant-gouverneur républicain de l'Illinois de 1999 à 2003. Première femme à exercer cette fonction, elle fut auparavant membre entre 1997 et 1999 de la Chambre des représentants de l'État.